# Werner Ventzki

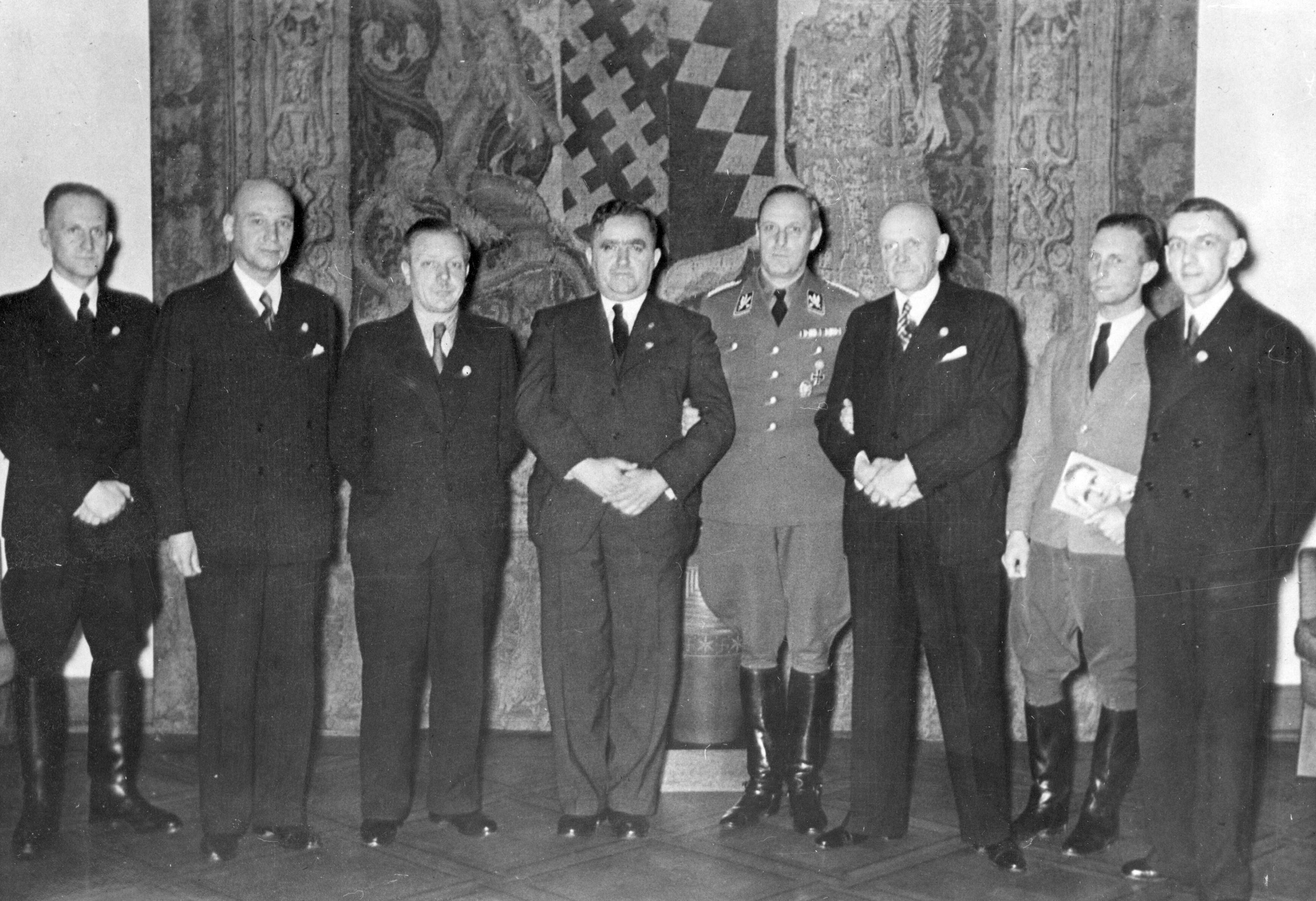
Werner Ventzki (pierwszy z lewej) w grupie volksdeutschów z Polski po otrzymaniu z rąk Adolfa Hitlera złotych odznak NSDAP za zasługi dla III Rzeszy we wrześniu 1939. Od lewej: Ludwig Wolff z Łodzi, Otto Ulitz z Katowic, gauleiter Josef Wagner z Wrocławia, burmistrz Rudolf Wiesner z Bielska-Białej, SS-Obergruppenführer Werner Lorenz, senator Erwin Hasbach z Ciechocinka, baron Gero von Gersdorff z Wielkopolski, Weiss z Jarocina

Werner Karl Oskar Ventzki (ur. 19 lipca 1906 w Słupsku (Stolp), zm. 10 sierpnia 2004 w Detmold) – niemiecki polityk i urzędnik rządowy, nadburmistrz okupowanej Łodzi (niem. Litzmannstadt).

## Życiorys
Był synem pruskiego urzędnika Oskara (ur. w 1873 roku w Poznaniu). Werner Ventzki w gimnazjum wstąpił do młodzieżowo-narodowego Związku Młodzieży Wielkich Niemiec. Po zdaniu matury studiował prawo w Greifswaldzie, Królewcu i Heidelbergu. W czasie nauki osobiście spotkał Adolfa Hitlera, którego stał się zwolennikiem. Zapisał się do Niemieckiego Związku Studentów, a w 1930 roku zdał państwowy egzamin prawniczy. W 1931 roku wstąpił do NSDAP.

### II wojna światowa
15 września 1939 roku objął w Poznaniu funkcję gauamstleitera Warthegau i został jednym z najbliższych współpracowników w sztabie Artura Greisera. Brał udział w planowaniu i przeprowadzaniu masowych wysiedleń Polaków z Wielkopolski w latach 1939–1941. 8 maja 1941 roku został mianowany nadburmistrzem okupowanej Łodzi (Litzmannstadt) i pełnił to stanowisko do 1 lipca 1943 roku. Odpowiedzialny był m.in. za masowe wysiedlenia ludności polskiej i żydowskiej z rejencji łódzkiej, likwidację getta łódzkiego oraz deportowanie jego mieszkańców do obozu Kulmhof znajdującego się w Chełmnie nad Nerem. W roku 1942 wstąpił do SS i pełnił funkcję Unterscharführera. Od roku 1943 służył w Waffen-SS. Został odznaczony przez Adolfa Hitlera złotą odznaką NSDAP.

### Okres powojenny
Od 1947 roku jego nazwisko znajdowało się na liście zbrodniarzy wojennych. Po wojnie był aktywistą Związku Wypędzonych, a od roku 1953 przedstawicielem Związkowego Ministerstwa ds. Wypędzonych, Uchodźców i Ofiar Wojny w Berlinie. Następnie pełnił funkcję starszego radcy rządu w Bonn. W roku 1960 zawieszono postępowanie prokuratorskie w sprawie jego przeszłości. Do 1969 roku zajmował stanowisko dyrektora w Ministerstwie do Spraw Przesiedleńców w RFN. W 1970 roku GKBZHwP przekazała władzom w Bonn dokumenty świadczące o zbrodniczej działalności Wernera Ventzkiego w okupowanej Polsce.

## Odniesienia w kulturze
W 2009 roku Piotr Szalsza w ramach projektu „Europejskie wspomnienia” nakręcił film dokumentalny w koprodukcji austriacko-polskiej pt. „Ventzki. Dzieci sprawców, dzieci ofiar”. Film opisuje odkrywanie nazistowskiej przeszłości ojca przez syna Jensa-Jürgena Ventzkiego, który postanowił się zmierzyć z bolesną historią swojej rodziny.
W 2012 ukazała się na polskim rynku wydawniczym książka jego syna – Jensa-Jürgena Cień ojca (niem. Seine Schatten, meine Bilder), będąca rozliczeniem jego relacji z ojcem i jego życiorysem, jako „dziecka nazisty”.